# Gianni Mocchetti
Gianfranco Mocchetti, noto come Gianni Mocchetti (Legnano, 31 maggio 1947 – Como, 28 gennaio 2013), è stato un cantautore, chitarrista e bassista italiano.

## Biografia
Inizia a suonare la chitarra in formazioni minori beat prima di esordire nel complesso dei Cristalli fragili, con Gianfranco D'Adda alla batteria ed alle percussioni e Riccardo Pirolli (che in seguito avrà una carriera solista con la denominazione Genco Puro & Co.) alla voce e al basso; nello stesso periodo inizia l'attività di session man negli studi di registrazione, suonando in dischi di vari artisti.
Nel 1971 i Cristalli fragili vengono scoperti da Franco Battiato, diventando (con l'integrazione di altri musicisti, tra cui il tastierista Roberto Cacciapaglia) il complesso di supporto del musicista siciliano sia in studio che nei concerti; Mocchetti inoltre suona in dischi di altri artisti dell'etichetta Bla Bla.
Con il passaggio di Battiato ad un tipo di musica più sperimentale, Mocchetti decide di iniziare la carriera solista, e firma un contratto discografico con la Dischi Ricordi.
Nel 1978 partecipa al Festivalbar con Cantilena; lo stesso brano viene anche presentato da Mocchetti al Cantagiro dello stesso anno.
L'anno successivo partecipa al Festival di Sanremo 1979 con Talismano nero.
Nel 1980 torna al Cantagiro con Un amore in garage. 
Successivamente adotta lo pseudonimo Matusalemme, pubblicando nel 1992 l'album Terra di nessuno; nel 1996 insieme a Luca Bonaffini forma la band Cronache, pubblicando l'album Minora.
Colpito da una grave tragedia familiare, Mocchetti deve interrompere l'attività musicale per qualche anno; la riprende nel nuovo decennio, firmando con l'etichetta Spintapes di Danilo Sala ed incidendo un disco (pubblicato nel 2004) Beta, in cui reinterpreta tutte le canzoni (tranne Aria di rivoluzione) dei dischi di Battiato a cui ha partecipato.
Nel 2007 esce il suo ultimo singolo, Come Come Together, pubblicato su vinile dall'etichetta indipendente Flashback Records, specializzata nella pubblicazione di nuovi brani ad opera di cantanti o autori originali degli anni '80 ed in stile Italo dance.
Negli ultimi anni si esibiva spesso con la cantante Silvia Perlini.

## Discografia

### Da solista
Album in studio
- 1978 - Paisa' (Dischi Ricordi)
- 1979 - Andare (Dischi Ricordi, SMRL 6245)
- 1992 - Terra di nessuno (Lira Records, G CD 042; pubblicato come Matusalemme)
- 1996 - Minora (Giungla Records/BMG Ricordi, pubblicato insieme a Luca Bonaffini con la denominazione Cronache)
- 2004 - Beta (Spintapes, SCD 001)

Singoli
- 1978 - Paisa' (Metronome Records, 65012)
- 1978 - Paisa'/Il balcone di Marta (Metronome Musik GmbH su licenza Dischi Ricordi S.p.A., 0035.037)
- 1978 - Cantilena/Il balcone di Marta (Dischi Ricordi, SRL 10.862)
- 1979 - Talismano nero/Bianco (Dischi Ricordi, SRL 10.890)
- 1980 - Cane da città/Un amore in garage (Dischi Ricordi, SRL 10.916)
- 1981 - Fatti i fatti tuoi/Gioco mentale (Dischi Ricordi, SRL 10.934)
- 2007 - Come come Memory Records toghether (Flashback Records, FLA 4009; pubblicato come Mocchetti)

Compilation
- 1978 - Festivalbar 1978 (CGD)
- 1979 - Sanremo '79 (EMI)

### Con Franco Battiato
Album in studio
- 1972 - Fetus
- 1972 - Pollution
- 1973 - Sulle corde di Aries
- 1974 - Clic
- 1999 - Foetus

Singoli
- 1972 - Energia/Una cellula
- 1972 - La convenzione/Paranoia

### Con Juri Camisasca
- 1974 - La finestra dentro
- 1975 - La musica muore/Metamorfosi
- 1975 - Himalaya/Un fiume di luce